# Pogled, Srbija
Pogled (izvirno srbsko Поглед) je naselje v Srbiji, ki upravno spada pod Občino Arilje; slednja pa je del Zlatiborskega upravnega okraja.

## Demografija
V naselju živi 480 polnoletnih prebivalcev, pri čemer je njihova povprečna starost 36,5 let (36,3 pri moških in 36,6 pri ženskah). Naselje ima 199 gospodinjstev, pri čemer je povprečno število članov na gospodinjstvo 3,15.
To naselje je, glede na rezultate popisa iz leta 2002, večinoma srbsko, a v času zadnjih 3 popisov je opazen porast števila prebivalcev.
|  |

| Demografija | Demografija     | Demografija     |
| Leto        | Št. prebivalcev | Št. prebivalcev |
| ----------- | --------------- | --------------- |
|             |                 |                 |
|             |                 |                 |
|             |                 |                 |
|             |                 |                 |
| 1948        | 388             |                 |
| 1953        | 383             |                 |
| 1961        | 358             |                 |
| 1971        | 336             |                 |
| 1981        | 449             |                 |
| 1991        | 588             | 580             |
| 2002        | 632             | 627             |
|             |                 |                 |

| Etnična sestava po popisu iz leta 2002 | Etnična sestava po popisu iz leta 2002 | Etnična sestava po popisu iz leta 2002 | Etnična sestava po popisu iz leta 2002 | Etnična sestava po popisu iz leta 2002 |
| -------------------------------------- | -------------------------------------- | -------------------------------------- | -------------------------------------- | -------------------------------------- |
| Srbi                                   | Srbi                                   |                                        | 613                                    | 97,76%                                 |
| Goranci                                | Goranci                                |                                        | 6                                      | 0,95%                                  |
| Romuni                                 | Romuni                                 |                                        | 1                                      | 0,15%                                  |
| Neznano                                | Neznano                                |                                        | 0                                      | 0,0%                                   |